# 蚌埠公交116路
蚌埠公交116路是中国安徽省蚌埠市的一条公交线路，由张公山新村首末站开往珍珠小区公交车场，由蚌埠市公共交通集团有限公司运营、管理。

## 历史

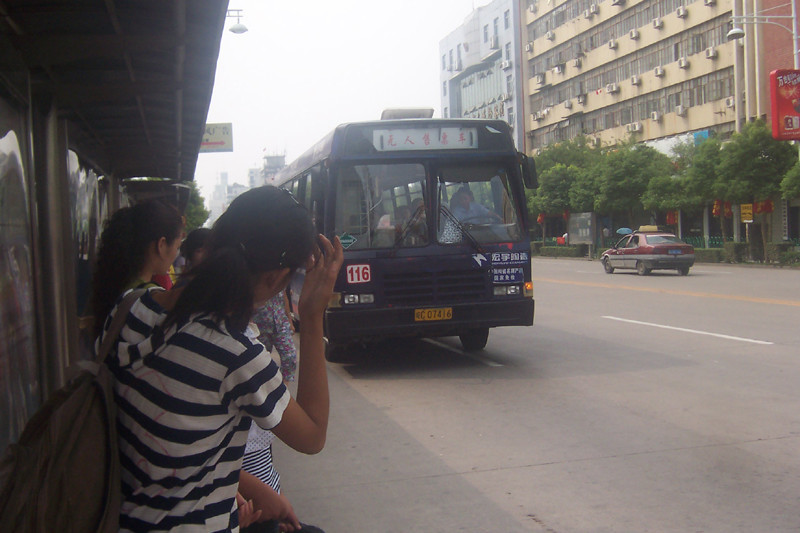
蚌埠公交116路2007年使用的长江客车
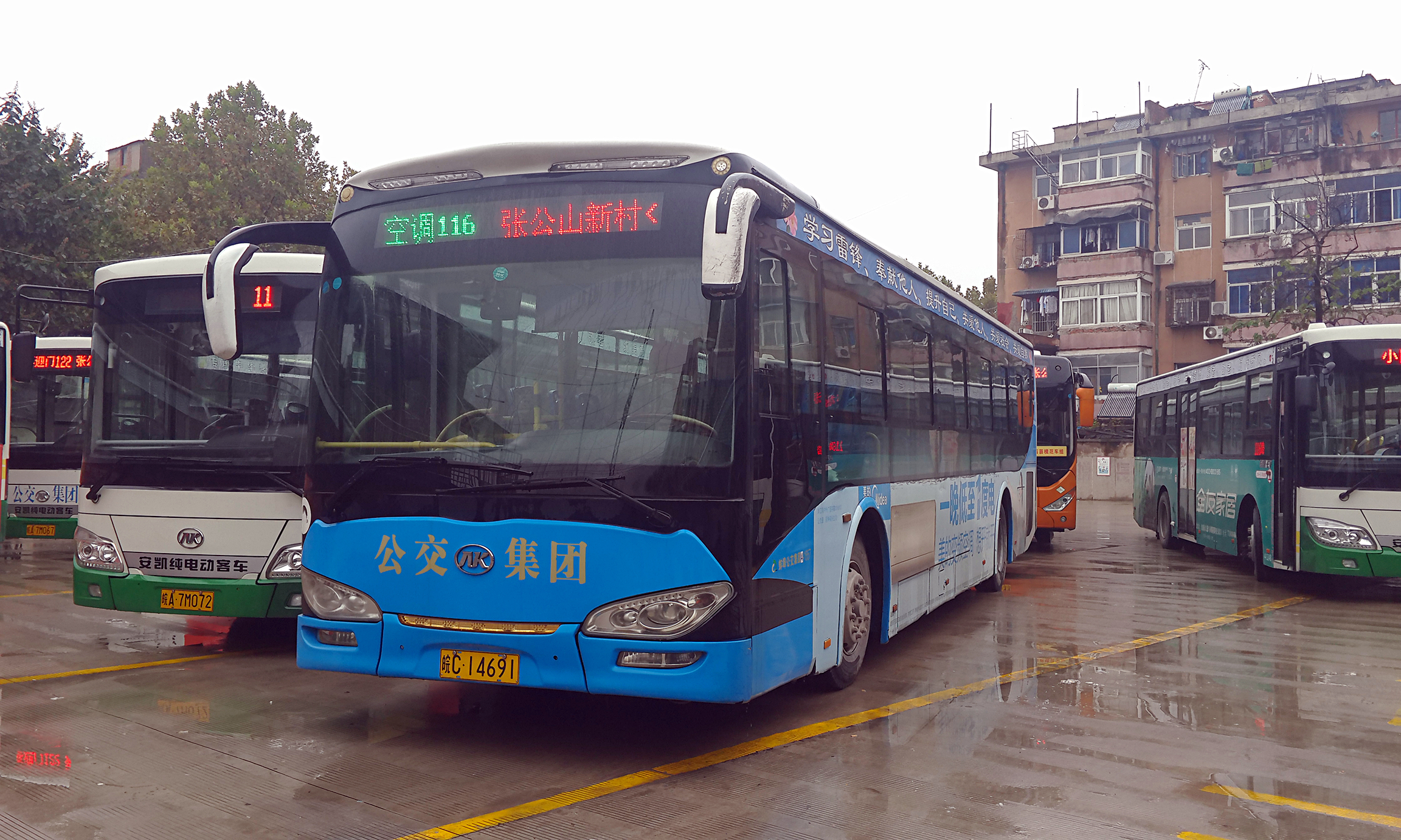
蚌埠公交116路使用的安凯空调车和纯电动车
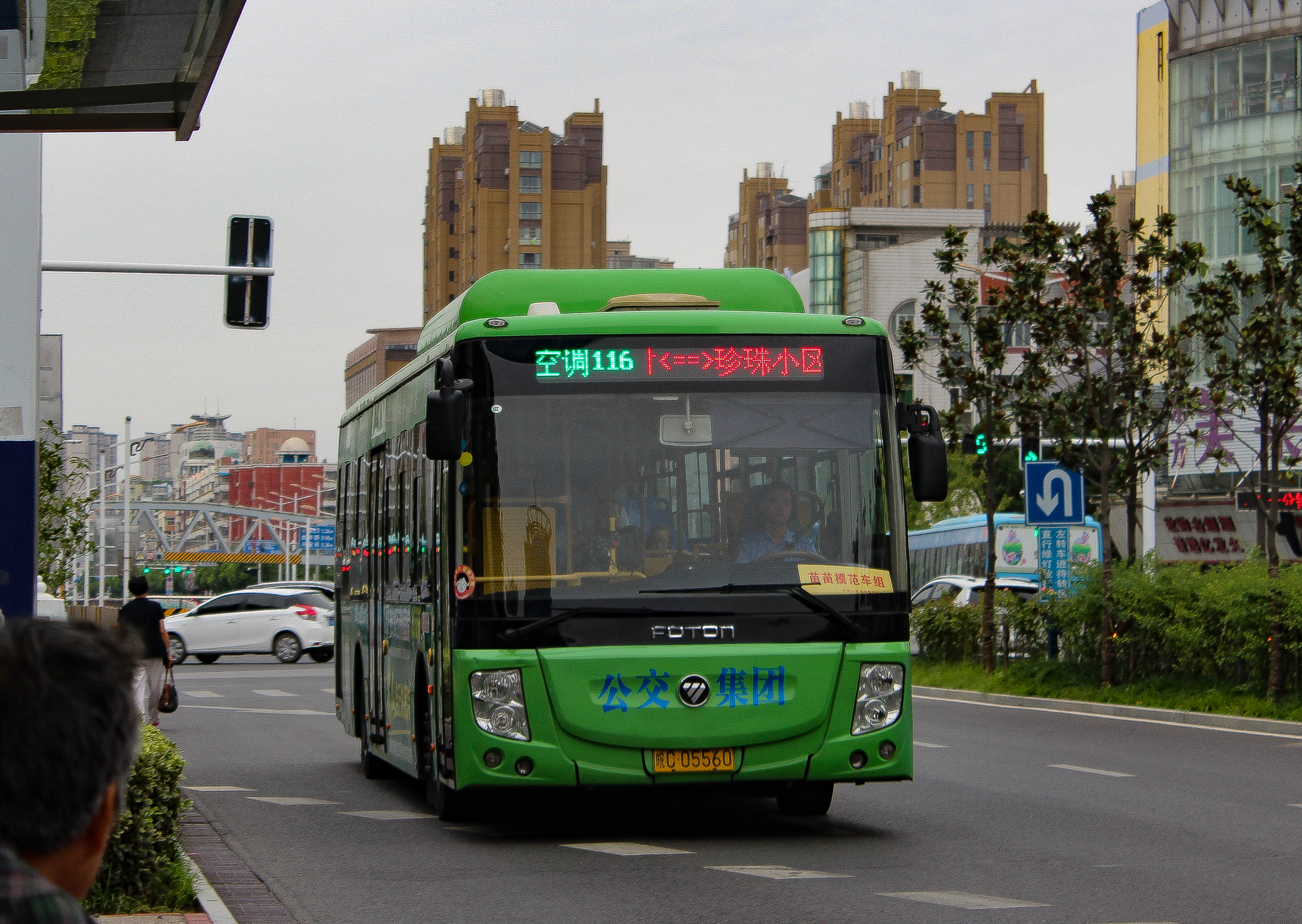
蚌埠公交116路使用的福田混合动力空调车
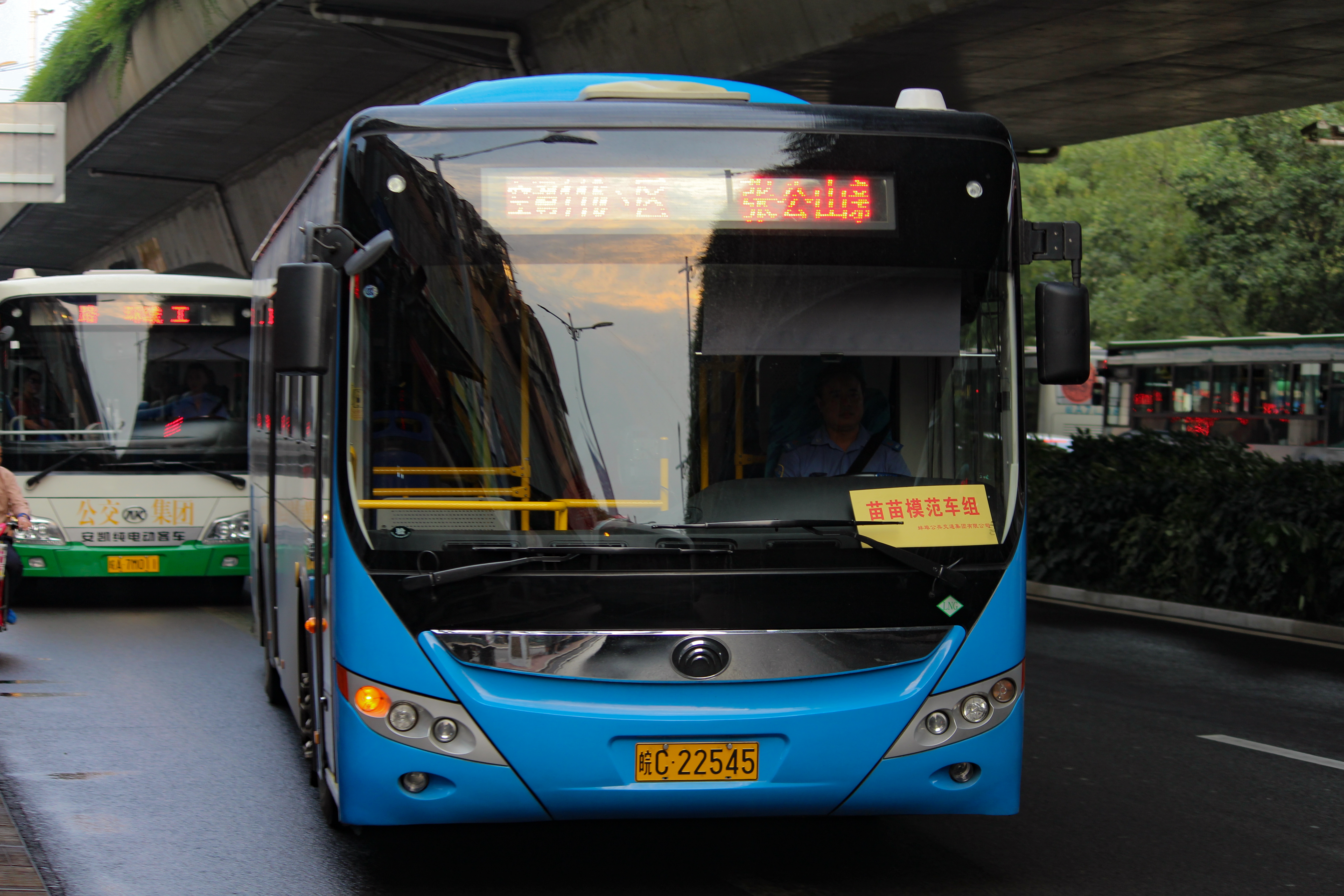
蚌埠公交116路使用的宇通混合动力空调车
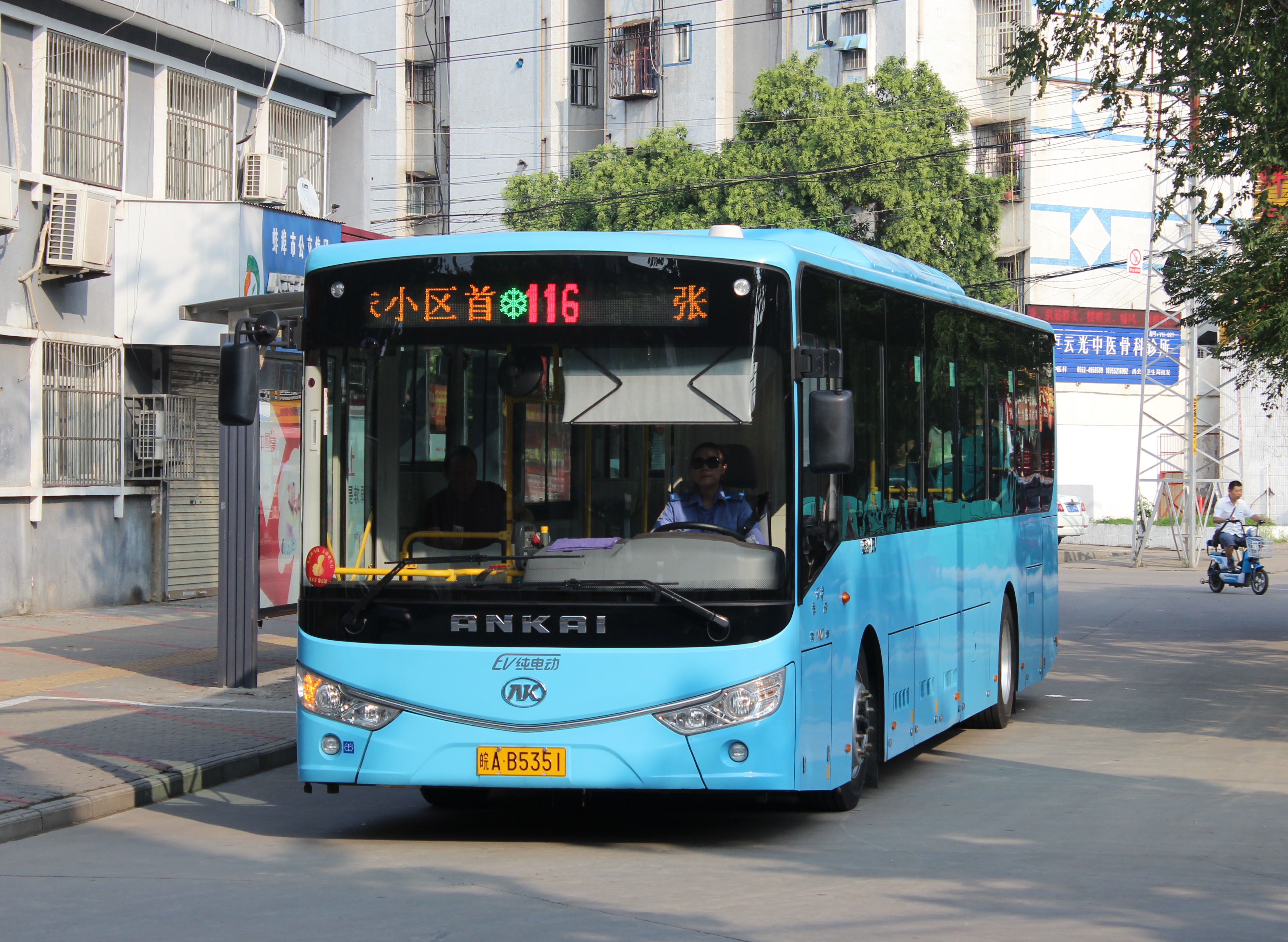
蚌埠公交116路使用的安凯纯电动空调车

- 1990年代，蚌埠公交公司开通了16路公交，是现116路的前身。[2]
- 2005年，蚌埠公交公司实行公交改革，16路变更为116路，并使用全新长江客车，采用无人售票制。[3][4]
- 2011年9月，蚌埠公交集团新购置中通LCK6125GC型12米天然气空调客车投入116路。[5]
- 2012年，蚌埠公交集团新购置江淮天然气客车投入116路。[6]
- 2015年3月，蚌埠公交集团租赁安凯纯电动客车投入116路。[7][8]
- 2015年7月，蚌埠公交116路终点站由阳光小区延伸至珍珠小区首末站，延伸后的路段运行走向和停靠站点为：解放路 - 兰凌路 - 兰凤路 - 曹凌路 - 龙腾路 - 东海大道，进入珍珠小区公交首末站。沿途增设龙湖香都北、公安新村、珍珠小区3个停靠站点。该线路仍实行双向对发，首班车时间为6：10，冬季末班车为19：50，夏季末班车为20：50。[9]
- 2016年1月，蚌埠公交集团购置3台宇通H12型、福田BJ6123PHEV-1型12米插电式混合动力空调车投入116路。[10]
- 2016年10月，蚌埠公交116路开始执行夏季运营时间，末班车提前60分钟至19:50。[11]
- 2017年6月，蚌埠公交116路开始执行夏季运营时间，末班车延迟60分钟至20:50。[12]
- 2017年7月，蚌埠公交集团租赁安凯HFF6129G03EV-1型12米纯电动空调车投入116路。[13][14][15]

## 站点

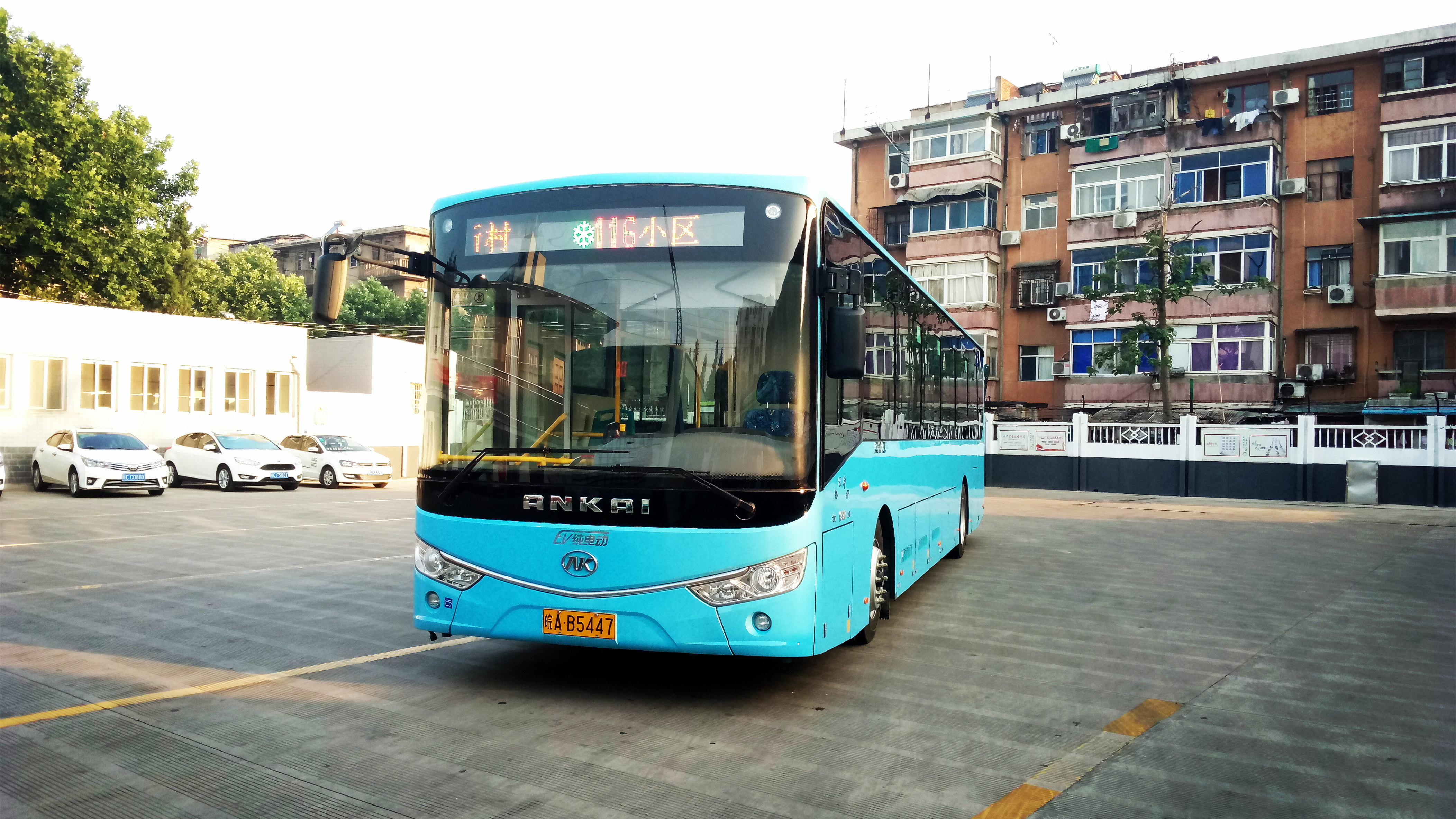
蚌埠公交116路在张公山新村首末站

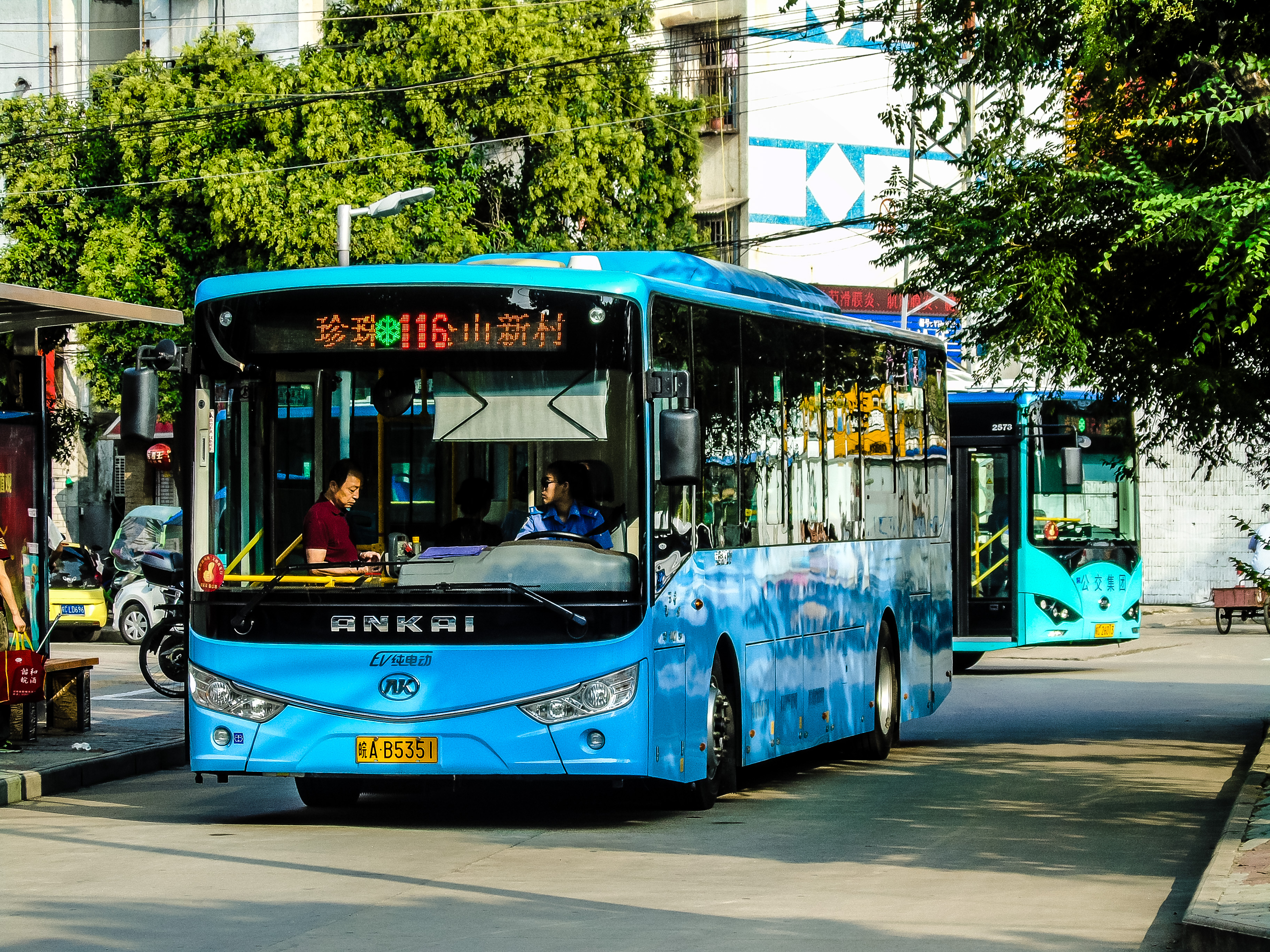
蚌埠公交116路在张公山新村

### 途经站
- 往珍珠小区公交车场 ： 张公山新村 - 张公山二村 - 吴湾路·涂山路 - 佳先股份 - 吴湾路·胜利西路 - 胜利西路·吴湾北路 - 西大坝 - 蚌埠日报社 - 胜利路·纬四路 - 朝阳路桥 - 一中 - 第一实验学校 - 第三人民医院 - 津浦大塘南 - 二七文化宫 - 胜利五村 - 电信公司 - 蓝天花园 - 金山花园 - 万方水晶城 - 马场湖货场 - 解放路·兰凌路 - 龙湖香都北门 - 公安新村 - 珍珠小区 - 珍珠小区首末站
- 往张公山新村首末站 ： 珍珠小区首末站 - 珍珠小区 - 公安新村 - 龙湖香都北门 -  解放路·兰凌路 - 马场湖货场 - 万方水晶城 - 金山花园 - 蓝天花园 - 电信公司 - 胜利五村 - 二七文化宫 - 津浦大塘南 - 第三人民医院 - 第一实验学校 - 一中 - 朝阳路桥 - 胜利路·纬四路 - 蚌埠日报社 - 西大坝 - 胜利西路·吴湾北路 - 吴湾路·胜利西路 - 佳先股份 - 吴湾路·涂山路 - 张公山二村 - 张公山新村[16]

### 换乘站
以下内容均统计自：蚌埠市公共交通集团有限公司营运线路一览表
- 张公山新村 ： 104路 122路 133路 139路 156路 中科电力专线
- 张公山二村 ： 104路
- 吴湾路·涂山路 ： 104路
- 西大坝 ： 106路 112路
- 蚌埠日报社 ： 106路 112路
- 胜利路·纬四路 ： 106路 112路
- 朝阳路桥 ： 102路 108路 112路 106路 119路 135路
- 一中 ： 101路 102路 108路 103路 106路 136路 环线1路 302路
- 第一实验学校（单边） ： 101路 106路 118路
- 第三人民医院 ： 105路 108路 101路 106路 118路 302路
- 津浦大塘南 ： 102路 105路 108路 环线1路 106路 118路 123路 微3路
- 二七文化宫 ： 105路 108路 106路 117路 150路
- 胜利五村 ： 105路 108路 120路 159路
- 蓝天花园 ： 150路 微1路
- 金山花园 ： 150路 微1路
- 万方水晶城 ： 117路
- 马场湖货场 ： 128路
- 解放路·兰凌路 ： 128路
- 龙湖香都北门 ： 128路 129路
- 公安新村 ： 微2路
- 珍珠小区 ： 105路 107路 微2路
- 珍珠小区首末站 ： 105路 107路 126路 138路 微2路 K311路

## 票价
- 未持卡乘客普通车投币1元，空调车投币2元。
- 持普通电子钱包卡普通车0.9元/次，空调车1.8元/次。
- 持学生月票卡普通车0.18元/次，成人卡0.36元/次，空调车加1元。
- 持老人卡、拥军卡、爱心卡的乘客免费乘车。[17]

## 资料来源
1. ↑  .   [2017-08-27]. （原始内容存档于2017-08-02）.
2. ↑  .   [2017-08-27]. （原始内容存档于2017-08-01）.
3. ↑  .   [2017-08-27]. （原始内容存档于2020-10-31）.
4. ↑  .   [2017-08-27]. （原始内容存档于2019-07-24）.
5. ↑  .   [2017-08-27]. （原始内容存档于2019-08-22）.
6. ↑  .   [2017-08-27]. （原始内容存档于2017-08-06）.
7. ↑  .   [2017-08-27]. （原始内容存档于2019-08-20）.
8. ↑  .   [2017-08-27]. （原始内容存档于2017-08-06）.
9. ↑  蚌埠：7月1日起 116路首末站调整延伸 网易新闻[永久]
10. ↑  .   [2017-08-27]. （原始内容存档于2017-08-06）.
11. ↑  .   [2017-08-27]. （原始内容存档于2019-08-22）.
12. ↑  .   [2017-08-27]. （原始内容存档于2017-06-28）.
13. ↑  .   [2017-08-27]. （原始内容存档于2021-01-16）.
14. ↑  .   [2017-08-27]. （原始内容存档于2017-07-31）.
15. ↑  .   [2017-08-27]. （原始内容存档于2017-08-07）.
16. ↑  .   [2017-08-27]. （原始内容存档于2017-07-08）.
17. ↑  .   [2017-08-27]. （原始内容存档于2018-03-09）.